# Maareech ATDS
Le système avancé de défense contre les torpilles (Advanced Torpedo Defence System ou ATDS) de Maareech est un système de détection des torpilles et de contre-mesures de celles-ci utilisé par la marine indienne. Le système offre une solution complète pour détecter et localiser une torpille en approche et appliquer des contre-mesures pour protéger la plate-forme navale qui l’embarque contre les attaques de torpilles. Il a été développé dans le cadre d’un projet conjoint du Laboratoire naval de physique et d'océanographie (NPOL) de Cochin et du Laboratoire des sciences et technologies navales (NSTL) de Visakhapatnam,,,. Il est fabriqué en Inde par Bharat Electronics.

## Description
Il s’agit d’un système anti-torpilles avec des leurres remorqués et consommables. Le système est capable de détecter, de confondre, de détourner et de leurrer les torpilles entrantes. Le leurre aide à épuiser l’énergie de la torpille en faisant passer cette dernière par une trajectoire longue et inefficace et l’empêche de se diriger vers la plate-forme ciblée grâce à ses capacités avancées de contre-mesures,,.
Les systèmes Mareech seront bientôt déployés sur tous les nouveaux navires de guerre de première ligne de la marine indienne,,,.

## Opérateurs
Inde
- Marine indienne
  - Destroyer de classe Visakhapatnam
  - Destroyer de classe Kolkata
  - Frégate de classe Nilgiri
  - INS Vikrant